# Polygala bakeriana
Polygala bakeriana är en jungfrulinsväxtart som beskrevs av Chod.. Polygala bakeriana ingår i släktet jungfrulinssläktet, och familjen jungfrulinsväxter. Inga underarter finns listade i Catalogue of Life.